# Dacia 1300
La Dacia 1300 era un'autovettura di classe medio-bassa prodotta dalla casa automobilistica rumena Dacia dal 1969 al 2004 per le versioni berlina e break, e fino al 2006 per le versioni pick-up.
La produzione nello stabilimento di Mioveni incominciò nell'agosto 1969 avendo come base la Renault 12. Inizialmente era disponibile solo la berlina 4 porte e 5 posti con motore di 1.289 cm³ per 54 CV e velocità massima di 144 km/h. È stata in gran parte venduta solo nel mercato interno e in quello del blocco orientale, sugli altri mercati di esportazione è stata commercializzata come Dacia Denem.

## Serie 130X
L'anno successivo vennero lanciate sul mercato rumeno tre varianti: Standard, Lux e Lux Super (destinate ai membri del Partito Comunista Rumeno) che comprendeva optional non disponibili per le altre versioni tra i quali l'impianto radio di serie, l'accendisigaro, freni potenziati, lavavetri elettrico.
Nel 1973 iniziò la produzione della versione familiare (Dacia 1304) e nel 1975 del Pick-up (Dacia 1302). Quest'ultima era l'unica dotata di sospensioni anteriori e capacità di trasporto di 500 kg.

## Dacia 1310

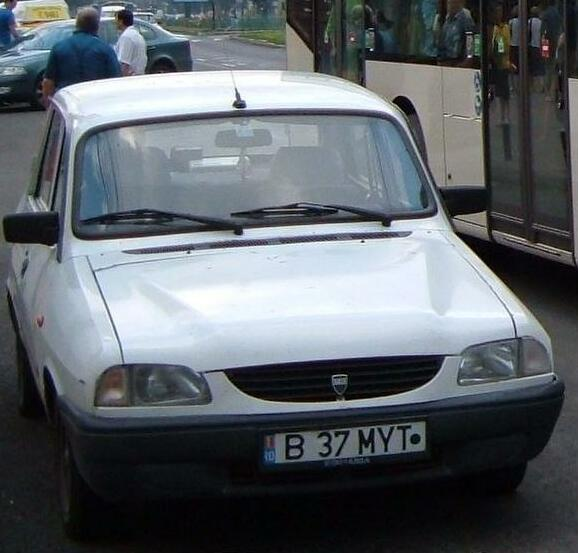
Dacia 1310 - Versione 2000

Al Salone dell'auto di Bucarest del 1979 fu presentata il modello 1310., che nel tempo ha avuto le seguenti versioni:
- TLX (1979-1990)
- LX (1990-1994)
- L (1994-1999)
- CL (Break) (1994-1999)
- CLi (Break) (2000-2004)
- Li (2000-2004)

Nel 1980 uscì sul mercato la versione familiare, seguita nel 1982 dal pick-up. Il primo restyling venne effettuato nel 1983 a cui fece seguito, nel 1984 la versione Sport, con inedita carrozzeria coupé a due porte, denominata Dacia 1410, e caratterizzata dall'assetto ribassato
Tra il 1987 e il 1990 venne anche prodotto l'hatchback Dacia 1320, quest'ultimo sostituito nel 1991 dalla Dacia 1325. Queste altre due varianti di carrozzeria, specifiche unicamente della produzione Dacia, vennero prodotte in poco più di 7.800 esemplari complessivamente in nove anni.
L'ultima generazione della 1310 fu introdotta nel 1998 e rimase in produzione fino al 2004 nella versione berlina e van, mentre la versione pick-up arrivò fino al 2006, anno in cui la Dacia 1300, le sue derivate e il modello Solenza furono sostituiti in toto dalla Logan.

## Motori
| Nome        | Capacità (cc) | Tipo          | Potenza                | Coppia           | Velocità | Accelerazione (0–100 km/h) (s) | Consumo combinato (litri/100 km) |
| ----------- | ------------- | ------------- | ---------------------- | ---------------- | -------- | ------------------------------ | -------------------------------- |
| 103.00 1210 | 1185          | 8 valvole OHV | 48 hp, 36 Kw @5250 rpm | 80 Nm @3000 rpm  | -        | -                              | -                                |
| 810.99 1300 | 1289          | 8 valvole OHV | 54 hp, 40 kW @5250 rpm | 96 Nm @3000 rpm  | 145 km/h | 16.5                           | 8                                |
| 102.00 1400 | 1397          | 8 valvole OHV | 65 hp, 48 kW @5250 rpm | 102 Nm @3000 rpm | 145 km/h | 17.3                           | 7.8                              |
| 1.4 Li      | 1397          | 8 valvole OHV | 65 hp, 48 kW @5500 rpm | 102 Nm @3500 rpm | 142 km/h | 17.9                           | 7.7                              |
| 1.6         | 1557          | 8 valvole OHV | 72 hp, 54 kW @5000 rpm | 122 Nm @3500 rpm | 150 km/h | 15.6                           | 7.9                              |